# 烏溪

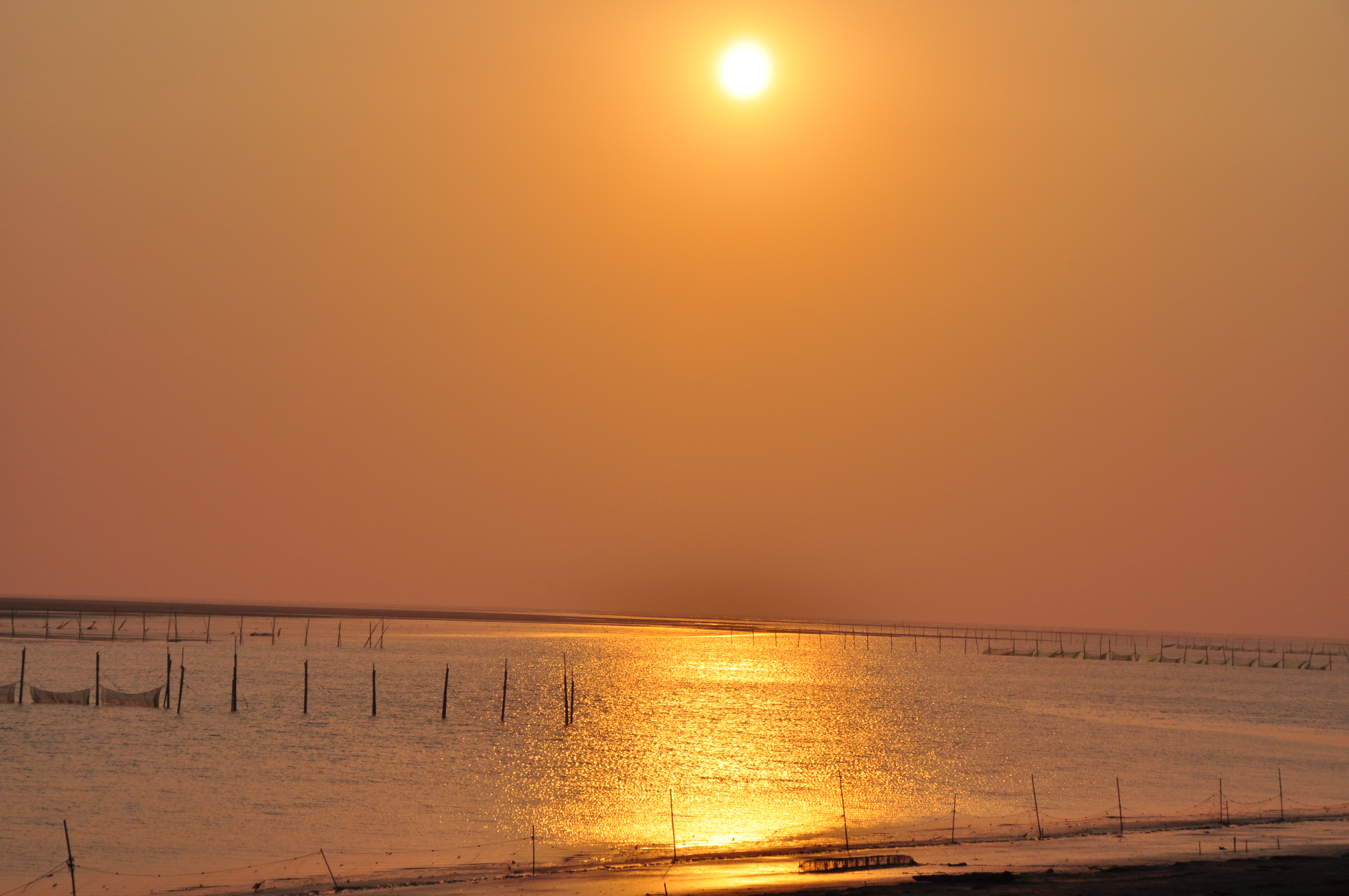
烏溪夕照

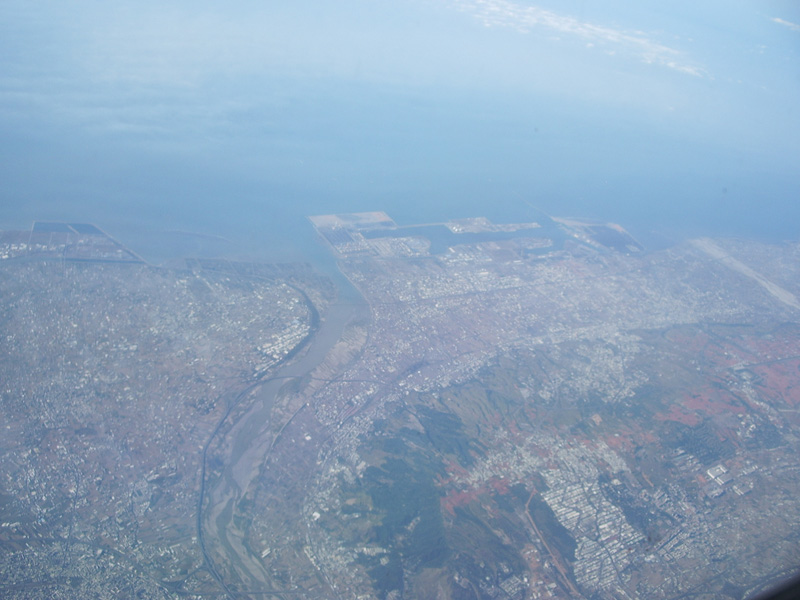
遠眺烏溪出海口，出海口右方是台中港。

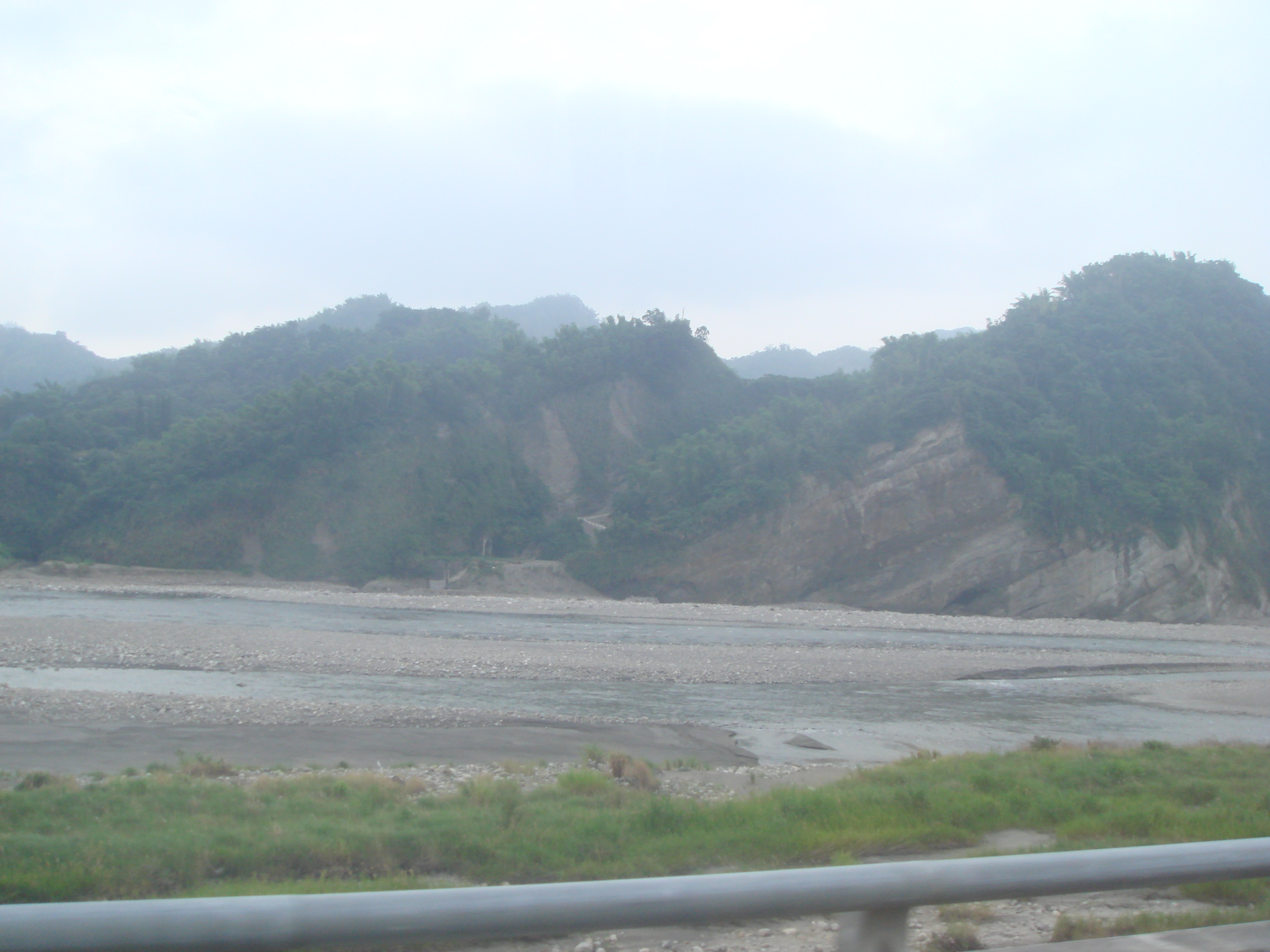
從國道6號可見烏溪岸邊的卓蘭層露頭。

烏溪位於臺灣中部，為中央管河川，下游河段因流經臺中市大肚區，俗稱大肚溪，荷蘭時期稱為甘仔轄河（Kamachat River）。河長119.13公里，居全台第六，流域面積2,025.60平方公里，居全台第四。
主流上游名為北港溪，流域的最遠源頭發源於標高2,532公尺之更孟山南側，向南南西流至經翠巒、紅香、溪門，於馬家附近匯集左股源自中央山脈合歡山向西流的瑞岩溪（傳統認為發源於合歡山西側的瑞岩溪為北港溪源流），不遠處約300多公尺再匯流右股來自白姑大山南側向東南流的帖比倫溪，續流至瑞岩後轉西偏南，經萱野、新生社（眉原）、互助、清流、梅子林、北港、國姓，於柑子林與南港溪會合，改稱烏溪。經過河階、沖積扇及彰化人口聚集地之後，烏溪於臺中市龍井區麗水與彰化縣伸港鄉全興村之間注入台灣海峽，5—9月是豐水期，約占全年70%的流量，其中流量最高在6月，枯水期為每年的1、2月。
烏溪為臺中市與彰化縣之界河。流域包含南投縣埔里鎮、國姓鄉、草屯鎮，臺中市霧峰區、烏日區、大肚區、龍井區，與彰化縣伸港鄉、和美鎮、彰化市、芬園鄉等鄉鎮。
烏溪主流和支流交匯處，多形成沖積扇，在台中盆地中的辮狀流路在北邊形成豐原沖積扇，東邊有山麓聯合沖積扇，南有烏溪沖積扇和貓羅溪沖積扇。

## 起源
烏溪水系源頭地區在河川基準面侵蝕下，瑞岩溪及支流帖比倫溪等均呈現河床陡降的流勢。這種河勢直至與南港溪合流後的國姓鄉一帶才較不明顯。

## 治理
1931年日本政府實施9年治水計畫，花費606萬圓，1939年已完成烏溪本流及支流大里溪的堤防38公里、護岸2公里，完工後於烏溪橋北岸立有「烏溪治水工事竣工記念碑」。1959年，台灣中南部發生災情慘重的八七水災，水利局成立「臺灣省水利局機械工程隊」，由農復會撥贈美援施工機具執行搶修重建工作。除了民間、工兵、工程隊以外，空軍也參與烏溪堤防復建，於烏溪治水工事竣工記念碑旁立有省府及地方感謝空軍參與堤防復建紀念碑。行政院於2015年核定鳥嘴潭人工湖。

## 烏溪水系主要支流
- 烏溪：臺中市、彰化縣、南投縣
  - 大里溪：台中市
    - 舊旱溪：台中市
    - 旱溪：台中市
    - 草湖溪：台中市
    - 廍子溪：台中市
    - 大坑溪：台中市
    - 乾溪：台中市
    - 頭汴坑溪：台中市

  - 筏子溪：台中市
  - 貓羅溪：台中市、彰化縣、南投縣
    - 隘寮溪：彰化縣、南投縣
    - 軍功寮溪（樟平溪）：南投縣
    - 平林溪：南投縣

  - 紅洞指坑溪：南投縣
  - 南港溪：南投縣 - 35公里
    - 木履欄溪 (國姓鄉)
    - 眉溪：南投縣
      - 南山溪
      - 東眼溪

    - 東光溪（木屐欄溪、木履欄溪）：南投縣

  - 北港溪：南投縣、台中市
    - 水長流溪：南投縣、台中市
    - 楊岸溪：南投縣
    - 關刀溪：南投縣
    - 帖比倫溪：南投縣
    - 瑞岩溪：南投縣

## 主要橋樑

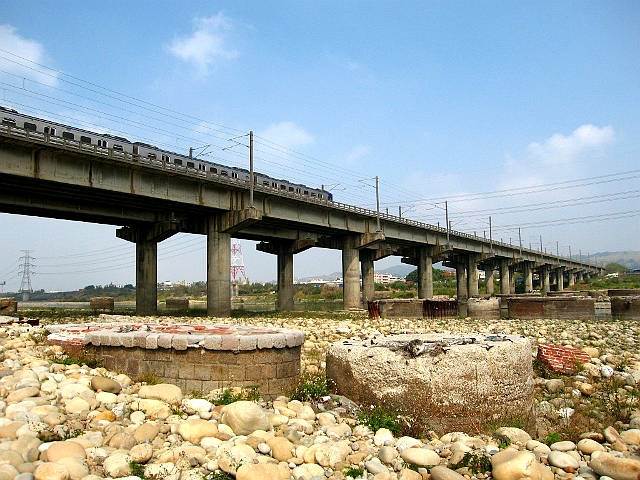
台鐵大肚溪橋

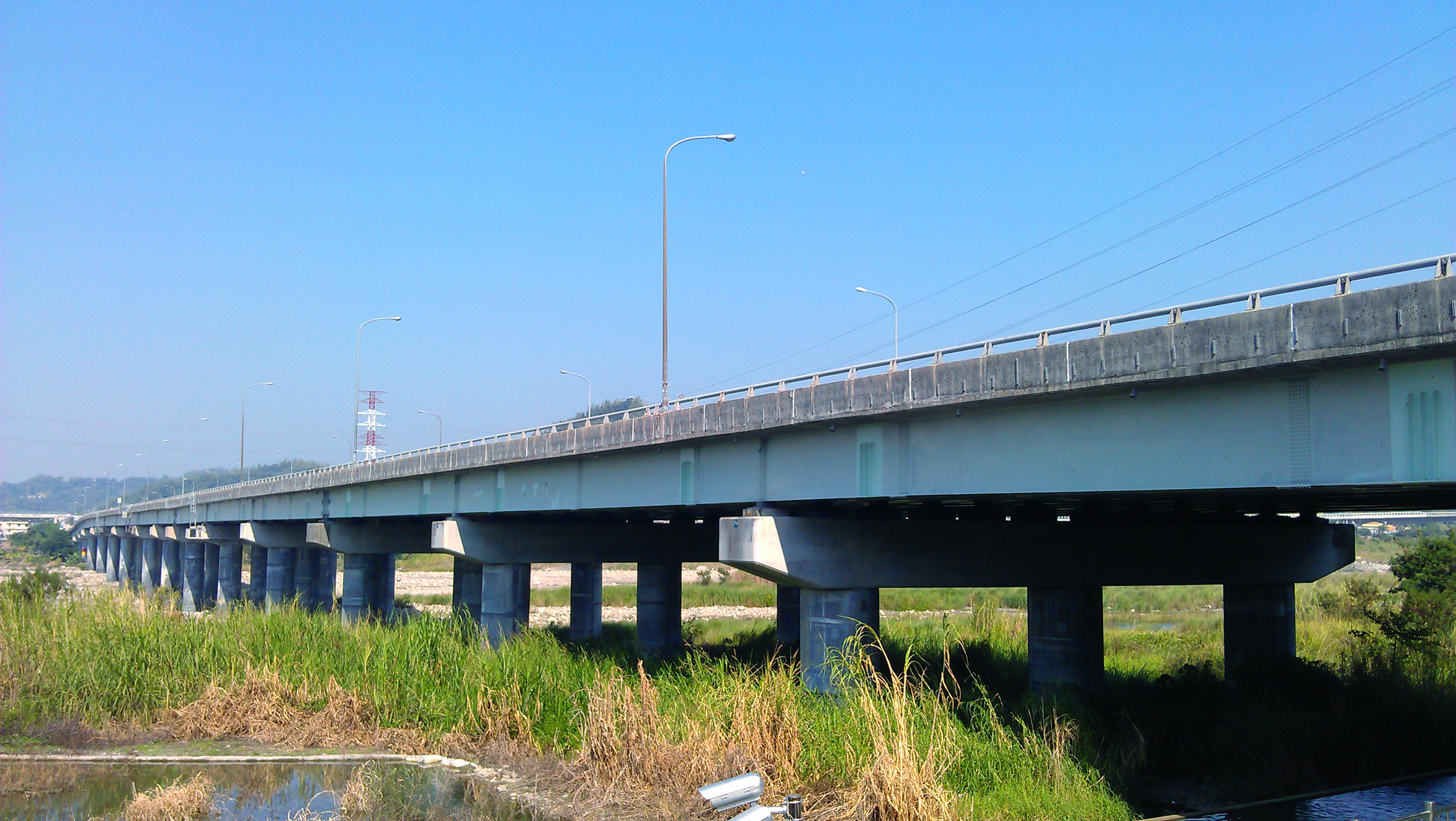
省道台63線烏溪橋

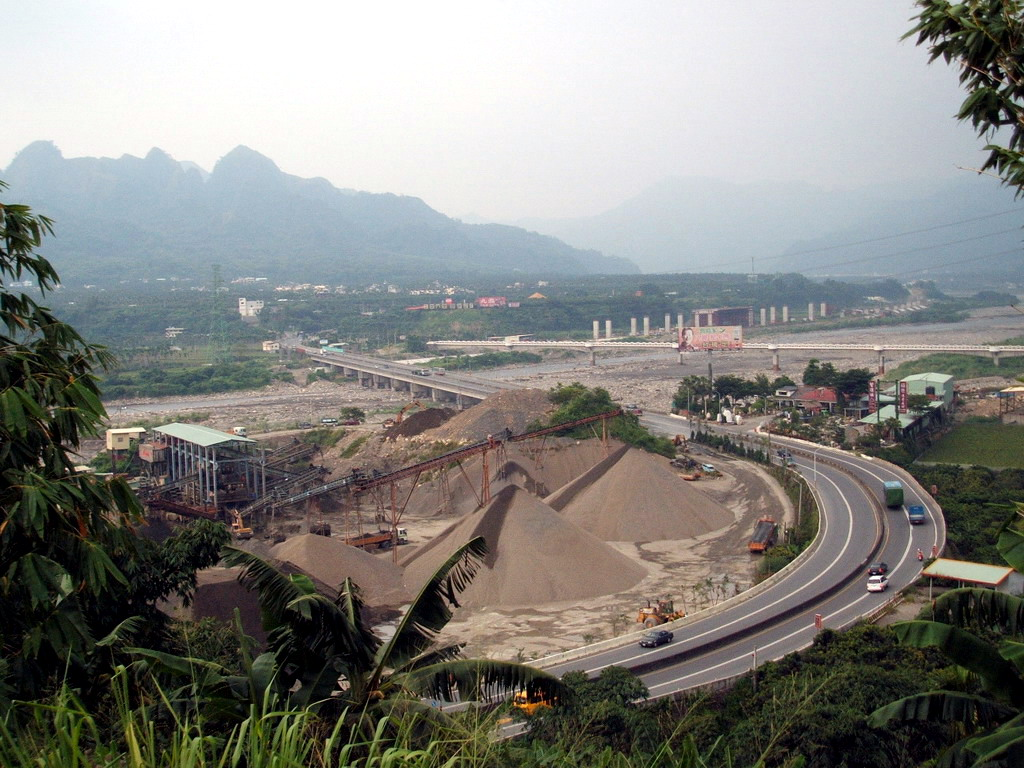
省道台14線中潭公路炎峰橋

以下由河口至源頭列出主流上之主要橋樑：

### 烏溪河段
- 中彰大橋（省道台61線）
- 中彰大橋（省道台17線）
- 國道3號191公里烏溪橋（國道3號）
- 烏溪橋（國道1號）
- 大肚溪橋（台鐵西部幹線）
- 大度橋（省道台1線）
- 台74線烏溪橋（省道台74線）
- 高鐵烏溪橋（台灣高鐵）
- 國道3號203公里烏溪橋（國道3號）
- 溪尾大橋 (環中路九段)
- 國道3號215公里烏溪橋（國道3號）
- 烏溪大橋（省道台63線）
- 烏溪橋（省道台3線）
- 國道6號4公里烏溪橋（國道6號）
- 國道6號9公里烏溪橋（國道6號）
- 炎峰橋（省道台14線）
- 平林橋
- 雙冬橋（省道台14線）
- 雙十吊橋
- 國道6號12公里烏溪橋（國道6號）
- 石灼橋
- 國道6號13公里烏溪橋（國道6號）
- 國道6號16公里烏溪橋（國道6號）
- 乾峰橋（縣道136號）

### 北港溪河段
- 龍興吊橋
- 仙洞橋
- 福興橋（縣道133號）
- 港門橋（鄉道投84線）
- 港門吊橋
- 北港溪橋（省道台21線）
- 北港溪石橋（糯米橋）
- 南北通橋
- 新豐橋
- 清流吊橋
- 清流橋
- 瑞岩橋
- 紅香一號橋
- 溫泉橋
- 溫泉吊橋

### 引用
1. ↑  經濟部水利署水利櫥窗：治理計畫-- 烏溪（Wu River） 的存檔，存档日期2016-08-09.
2. ↑  .   [2008-03-03]. （原始内容存档于2016-03-04）.
3. ↑  .   [2016-06-15]. （原始内容存档于2021-02-10）.
4. ↑  經濟部水利署水利櫥窗：讓我們看河去（重要河川）--烏溪 的存檔，存档日期2015-10-29.
5. ↑  台灣的河川 林孟龍/著ISBN 978-957-30493-8-8 2002年4月出版
6. 1 2  張炎銘. . 臺北市: 科技圖書. 2013. ISBN 978-957-655-517-6.
7. ↑  . 經濟部水利署中區水資源局.   [2022-02-06]. （原始内容存档于2020-08-09）.

## 外部連結
- （繁體中文）讓我們看河去（重要河川）-- 烏溪-經濟部水利署